# Castillo de Doiras
El castillo de Doiras (en gallego: castelo de Doiras) es una fortificación medieval ubicada en la parroquia de Vilarello del municipio lucense de Cervantes, Galicia, España. Está situado en una colina en el margen del río Cancelada. Ángel del Castillo López lo dató como realizado en la segunda mitad del siglo XV, para defender la entrada en Galicia del Camino de Santiago, sobre la antigua calzada romana XIX, que unía Astorga con Lugo, como señaló Antonio Rodríguez Colmenero. Su promotor habría sido Don Diego Pérez-Osorio y Guzmán, I Señor de Cervantes y de Villacid. La Casa de Osorio es originaria de León y parte del conde Osorio Martínez, caído en la Batalla de Lobregal.
De planta rectangular, esta edificación está considerada desde el año 1994 como un Bien de Interés Cultural dentro del catálogo de monumentos del patrimonio histórico de España. Se encuentra hacia algo más de 750 m s. n. m. Su titular era el conde de Grajal de Campos, que hasta 1909 también tenía el título de Señor de Cervantes. También se le conoce como Castelo da Ferrería, pues está muy cerca de la Ferrería de Fonquente. Tiene una solitaria torre de homenaje y sus muros, de 8 m de altura, llegan a los 16 m en su torre almenada.  En los años 1940's fue comprado por el abogado Emilio Martínez Baladrón. En la actualidad, es propiedad de la Fundación Xosé Soto de Fión.

## Topónimo
Doiras podría proceder de la raíz celta dwr à dur: "agua".

## Leyenda
En el castillo habría residido la doncella Aldara que estando prometida, habría desaparecido misteriosamente del castillo, transformada en cierva y habría sido cazada por su propio hermano. El pueblo llano culpó a un hechicero 'mouro' del encantamiento. La leyenda ha dado pies a varias novelas y fue registrada por Leandro Carré Alvarellos en Las leyendas tradicionales gallegas.